# Тонконіг звичайний
Тонконіг звичайний (Poa trivialis L., синонім: тонконіг лісовий (Poa sylvicola Guss.)) — вид рослин з роду тонконіг (Poa) родини тонконогових (Poaceae).

## Загальна біоморфологічна характеристика

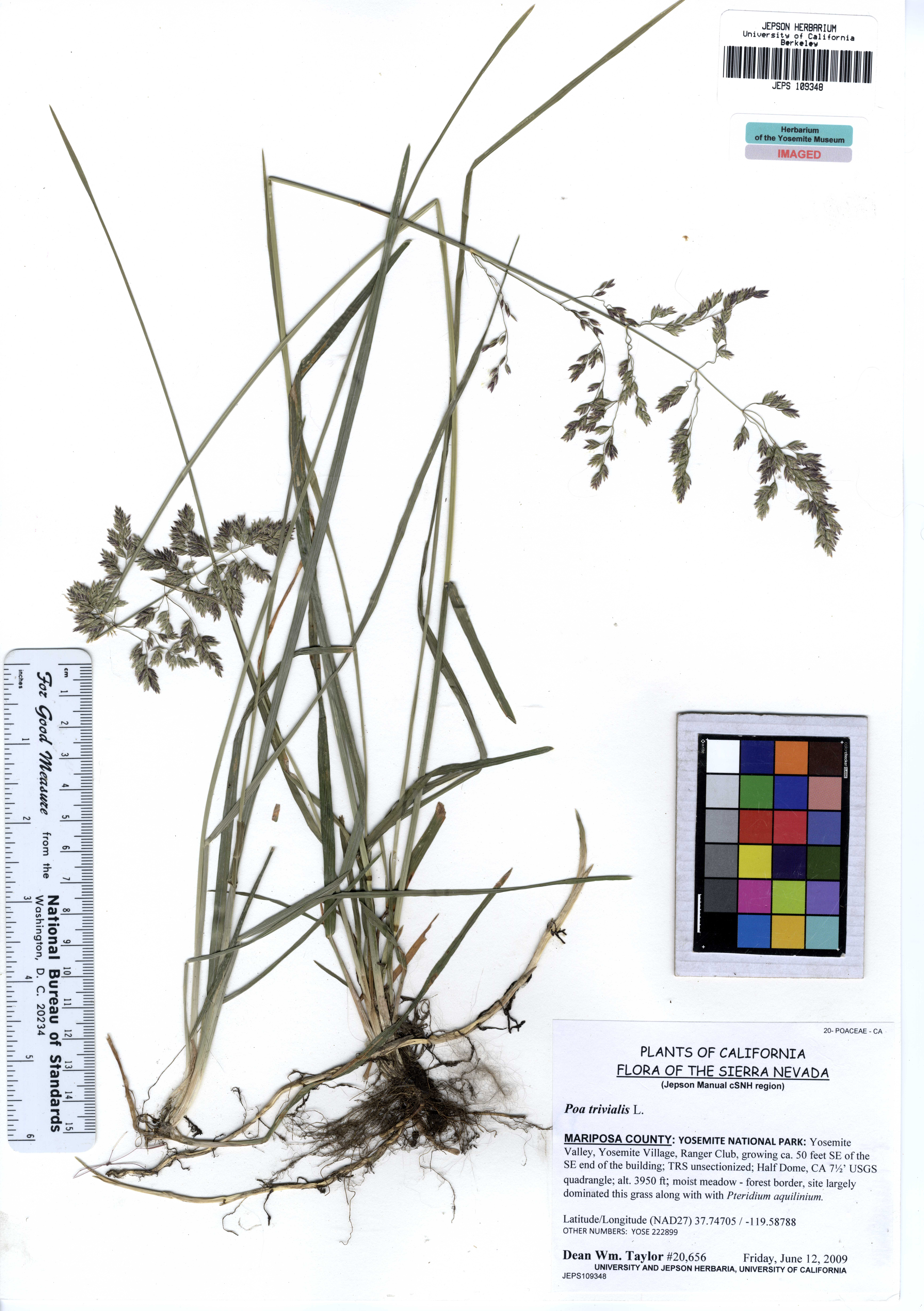
Гербарний зразок тонконога звичайного

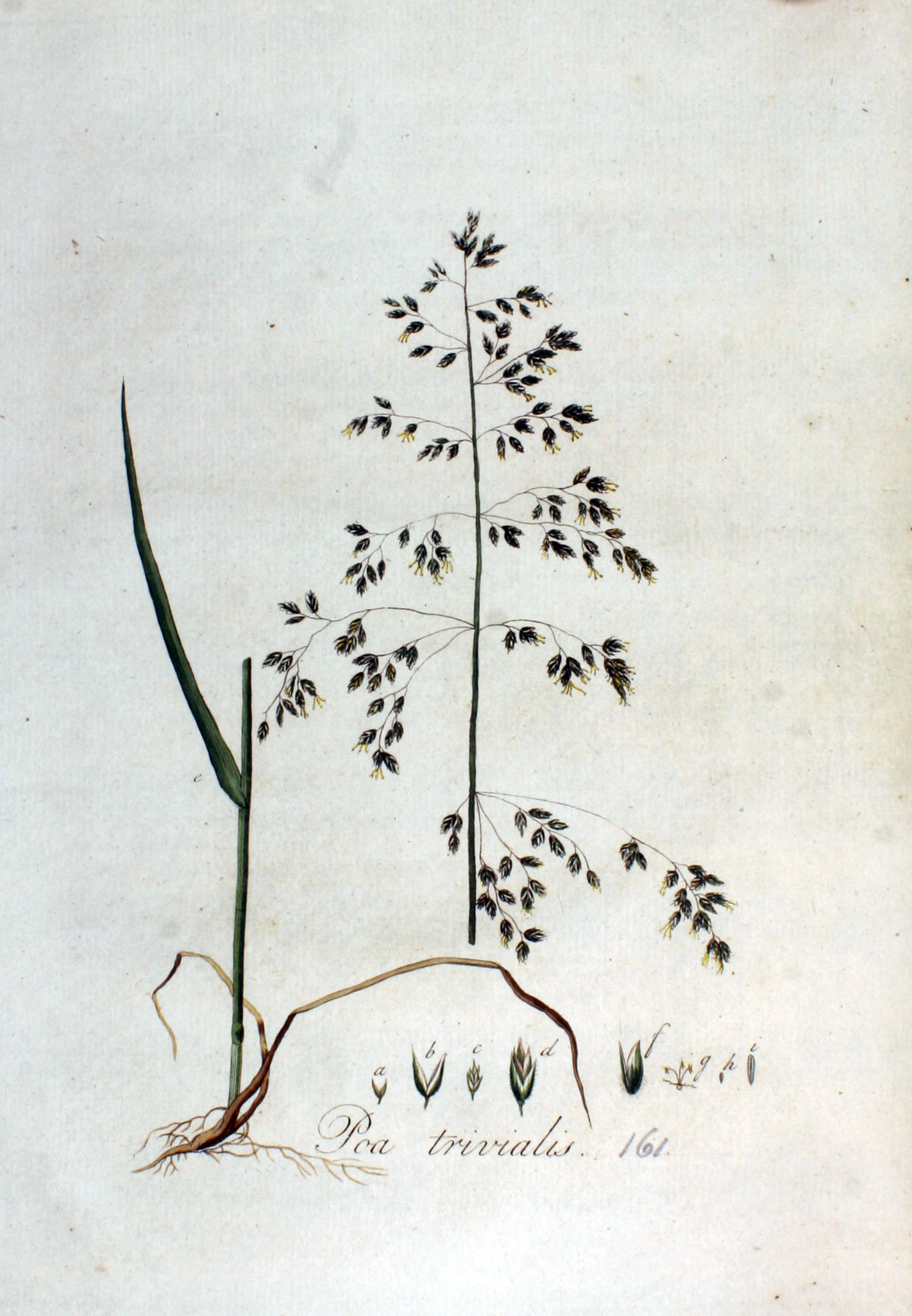
Ілюстрація тонконога звичайного у книзі Яна Копса «Flora Batava», Volume 3 (1814)

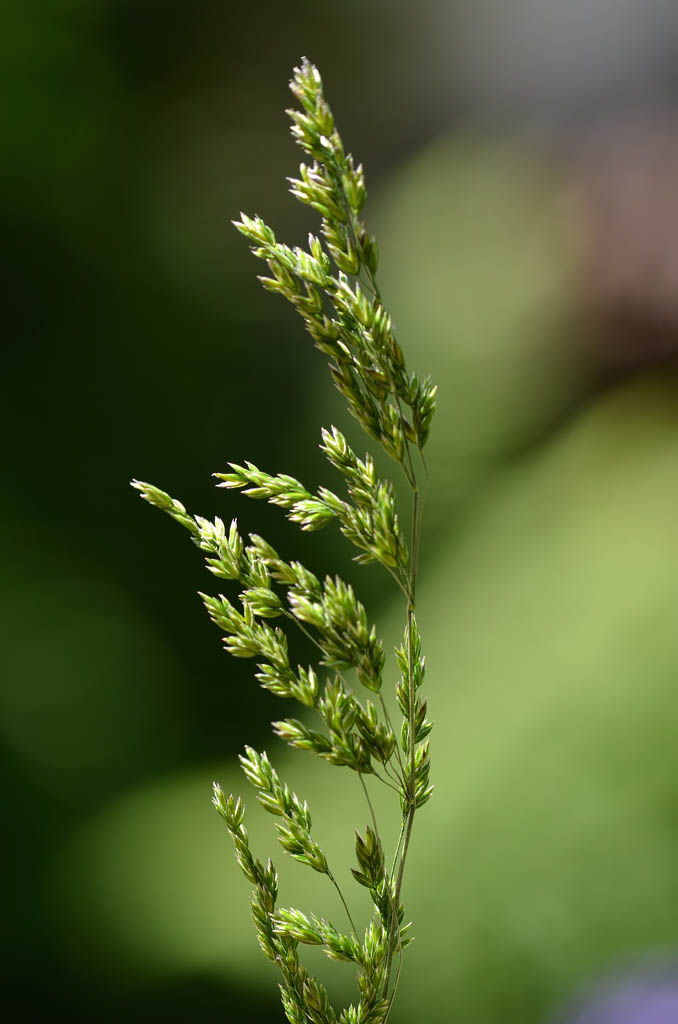
Колос тонконога звичайного

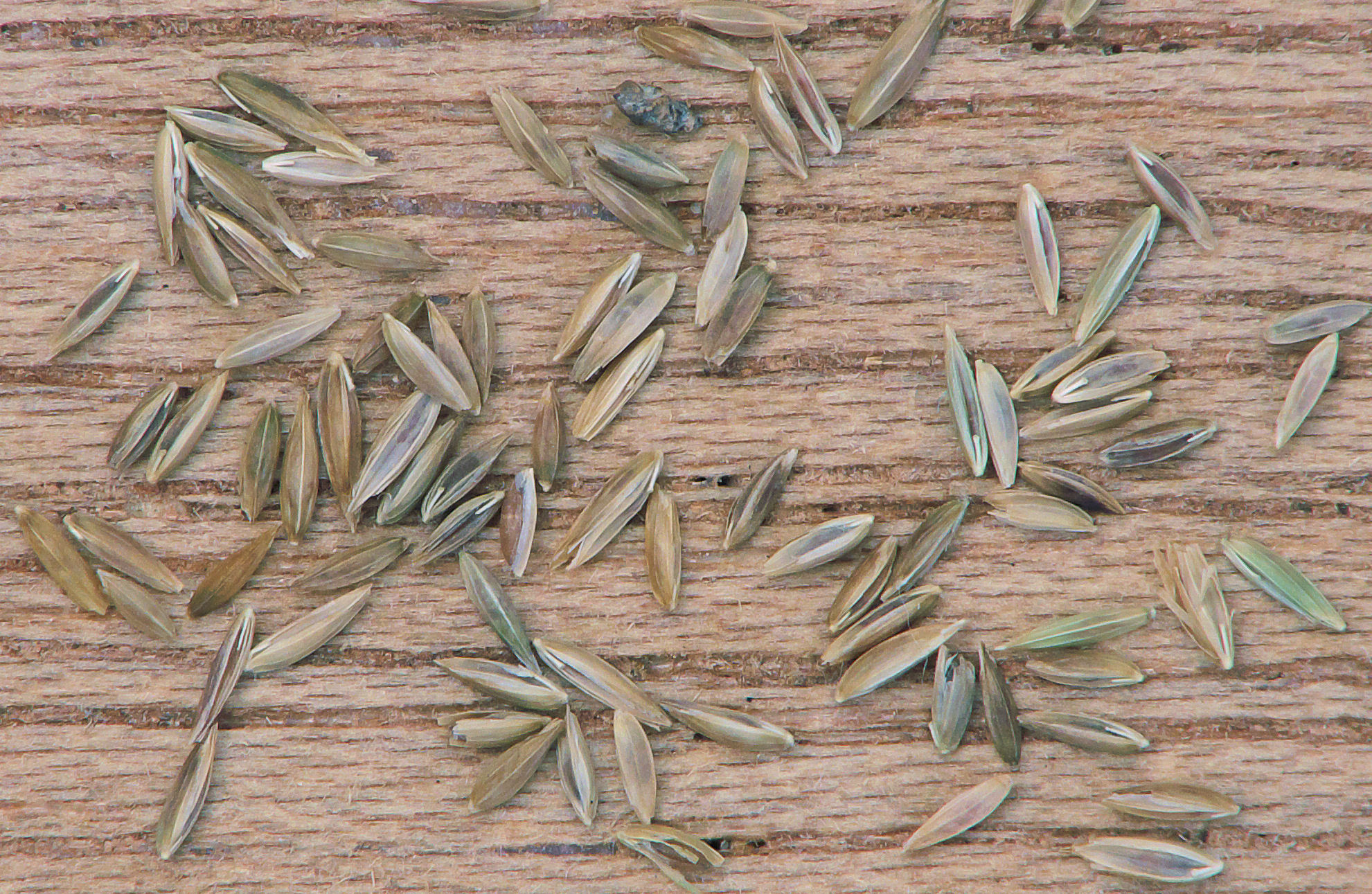
Насіння тонконога звичайного

Багаторічні трав'янисті низові злакові рослини 20,0-100,0 см заввишки з короткими повзучими кореневищами. Стебла часто шорсткі, рідше гладкі. Листки м'які, плоскі, 2-4 мм завширшки. Язички верхніх листків загострені, 3-5 мм завдовжки. Волоті 6,0-20,0 (25,0) см завдовжки, подовжено-пірамідальні, розлогі, з сильношорсткуватими гілочками. Колоски 3,0-4,5 мм завдовжки, 2-3-або 1-2-квіткові. Нижні квіткові луски з добре вираженими жилками, в нижній частині по кілю і крайовим жилкам опушені короткими притиснутими волосками. Пучок довгих звивистих волосків на калусі слабо розвинений. Факультативний перехресник. Період цвітіння і плодоношення — червень-серпень.
Число хромосом — 2n = 14, 28.

## Поширення

### Природнийареал
- Африка
  - Макаронезія: Португалія — Мадейра; Іспанія — Канарські острови
  - Північна Африка: Алжир; Лівія; Марокко; Туніс
- Азія
  - Західна Азія: Афганістан; Кіпр; Іран; Ірак; Ізраїль; Йорданія; Ліван; Сирія; Туреччина
  - Кавказ: Вірменія; Азербайджан; Грузія
  - Сибір: Росія — Східний Сибір, Західний Сибір
  - Середня Азія: Казахстан; Киргизстан; Таджикистан; Туркменистан; Узбекистан
  - Індійський субконтинент: Індія; Непал; Пакистан
- Європа
  - Північна Європа: Данія; Фінляндія; Ірландія; Норвегія; Швеція; Об'єднане Королівство
  - Середня Європа: Австрія; Бельгія; Чехія; Німеччина; Угорщина; Нідерланди; Польща; Словаччина; Швейцарія
  - Східна Європа: Білорусь; Естонія; Латвія; Литва; Молдова; Російська Федерація — європейська частина; Україна (вкл. Крим)
  - Південно-Східна Європа: Албанія; Болгарія; Хорватія; Греція (вкл. Крит); Італія (вкл. Сардинія, Сицилія); Румунія; Сербія; Словенія
  - Південно-Західна Європа: Франція (вкл. Корсика); Португалія; Іспанія (вкл. Балеарські острови)

### Натуралізація
- Африка
  - Південна Африка: ПАР
- Австралія
- Північна Америка
- Канада
- США
- Південна Америка
  - Чилі

### Ареал адвентивності
- Південна Америка
  - Аргентина; Уругвай

### Культивування
- Північна Америка
- США

## Екологія
Росте на сирих луках, берегах водойм, в садах, тугаях серед деревно-чагарникової рослинності, на узліссях темнохвойних і змішаних лісів, рідше в березових колках і як бур'ян в посівах, на покладах від рівнин до верхнього пояса гір.

## Господарське значення
Кормова рослина, охоче поїдається худобою на пасовищах і в сіні. Добре переносить стравлювання, швидко відростає; після скошування відростає повільно. Може використовуватися в травосумішах для залуження. Досить добре переносить затінення, малочуттєвий до холоду. Придатний для закріплення ґрунтів і створення газонів.